# Chirotica phrixonota
Chirotica phrixonota là một loài tò vò trong họ Ichneumonidae.